# Paratetrapedia arcuatilis
Paratetrapedia arcuatilis är en biart som först beskrevs av Joseph Vachal 1909.  Paratetrapedia arcuatilis ingår i släktet Paratetrapedia och familjen långtungebin. Inga underarter finns listade i Catalogue of Life.